# Xian de Changwu
Le xian de Changwu (长武县 ; pinyin : Chángwǔ Xiàn) est un district administratif de la province du Shaanxi en Chine. Il est placé sous la juridiction de la ville-préfecture de Xianyang.

## Démographie
La population du district était de 169 840 habitants en 1999.